# Haemanthus pumilio
Haemanthus pumilio là một loài thực vật có hoa trong họ Amaryllidaceae. Loài này được Jacq. mô tả khoa học đầu tiên năm 1797.